# Ahenaer Adake
Ahenaer Adake (Chinees: 阿合娜尔·阿达克) (1 juni 1999, Xinjiang) is een Chinees langebaanschaatsster. 
Ahenaer begon met shorttrack en stapte in 2018 over op langebaanschaatsen.
Op de Wereldbeker schaatsen junioren 2019/2020 pakte ze tweemaal de overwinning op de massastart bij de beloften U23. 
Ook bezit ze twee baanrecords op de ploegenachtervolging, op de banen van Milwaukee (USA) en Hulunbuir (CHN).

## Persoonlijke records[4]
| Afstand    | Tijd    | Datum             | Baan    |
| ---------- | ------- | ----------------- | ------- |
| 500 meter  | 41,29   | 20 maart 2021     | Harbin  |
| 1000 meter | 1.20,03 | 22 september 2019 | Calgary |
| 1500 meter | 1.56,93 | 12 december 2021  | Calgary |
| 3000 meter | 4.04,14 | 10 december 2021  | Calgary |
| 5000 meter | 7.03,76 | 24 januari 2025   | Calgary |

(laatst bijgewerkt: 25 januari 2025)

## Resultaten
| Jaar | Olympische Spelen                    | WK Afstanden                         |
| ---- | ------------------------------------ | ------------------------------------ |
| 2022 | 17e 1500m 17e 3000m 5e achtervolging |                                      |
|      |                                      |                                      |
| 2025 |                                      | 15e 3000m 12e 5000m 7e achtervolging |